# Julieth Restrepo
Julieth Restrepo Correa (Medellín, 19 de diciembre de 1986) es una actriz colombiana de teatro, cine y televisión.

## Biografía
A los 13 años, mientras asistía al colegio, estudió artes escénicas en la Universidad de Antioquia. Al salir del colegio continuó en el teatro y estudió dos años en el Teatro Popular de Medellín. Audicionó para la película Al final del espectro (2006) y consigue su primer papel en una película; participando posteriormente en Estrella del Sur (2013) y La semilla del silencio (2015). Ha participado en telenovelas y series de televisión como Verano en Venecia (2009), A mano limpia (2010), La promesa (2012), Comando élite (2013), Laura, la santa colombiana (2015) y Lady, la vendedora de rosas (2015). Actualmente reside en Los Ángeles

## Filmografía

### Televisión
| Año       | Título                        | Personaje                | Canal              |
| --------- | ----------------------------- | ------------------------ | ------------------ |
| 2025      | The Residence                 | Elsyie Chayle            | Netflix            |
| 2024      | Griselda                      | Marta Ochoa              | Netflix            |
| 2022      | Noticia de un secuestro       | Beatriz Villamizar       | Prime Vídeo        |
| 2016      | Contra el tiempo              | Heidy Dayana Mora Díaz   | Canal RCN          |
| 2015      | Lady, la vendedora de rosas   | Sofía Soto               | Canal RCN          |
| 2015      | Laura, la santa colombiana    | Laura Montoya            | Caracol Televisión |
| 2014      | Melones & Pepinos             | Lorena                   |                    |
| 2014      | Metástasis                    | Juana Maldonado          | UniMas             |
| 2013-2014 | Mentiras perfectas            | Edilma Gutiérrez         | Caracol Televisión |
| 2013-2014 | Comando élite                 | Teniente Mariela Ramírez | Canal RCN          |
| 2013      | La promesa                    | Ana Aguirre              | Caracol Televisión |
| 2010-2013 | A mano limpia                 | Luisa Fernanda Márquez   | Canal RCN          |
| 2009-2010 | La bella Ceci y el imprudente | Myriam González          | Caracol Televisión |
| 2008      | Sin retorno                   | Susana                   | Canal RCN          |
| 2007-2008 | Verano en Venecia             | Amatista Ferreira Romero | Canal RCN          |
| 2007      | Tiempo final                  | Vivi                     | Fox Channel        |

## Cine
| Año  | Título                                             | Personaje            |
| ---- | -------------------------------------------------- | -------------------- |
| 2024 | Estimados señores                                  | Esmeralda Arboleda   |
| 2021 | Miedo                                              | Ella                 |
| 2020 | Beyond Methuselah                                  |                      |
| 2020 | A funny thing happened on the way to the Interview | Carla the Robber     |
| 2019 | Hardwired                                          | Mariana              |
| 2018 | With you                                           | Elena                |
| 2018 | Ausente (corto)                                    |                      |
| 2018 | Tuya, mía… te la apuesto                           | Luz Dary             |
| 2017 | Doble                                              | Leticia              |
| 2017 | The golden apple (corto)                           | Helen                |
| 2017 | Loving Pablo                                       | Maria Victoria Henao |
| 2017 | Mamá                                               | Sara                 |
| 2017 | Ilegitimo                                          | Fernando             |
| 2016 | La vía láctea                                      | Susana               |
| 2016 | Do Not Lose                                        | Mona                 |
| 2016 | Malcriados                                         | Bárbara              |
| 2016 | Moria                                              | Alicia               |
| 2015 | La semilla del silencio                            | Lina                 |
| 2014 | Singular                                           | Sofía                |
| 2013 | Estrella del Sur                                   | Soraya               |
| 2012 | Broken Kingdom                                     | Valentina            |
| 2010 | Historia menores                                   | Chica del comercial  |
| 2010 | Yo maté a Gaitán                                   | Martina Borrero      |
| 2009 | En la hora fugitiva                                | Alicia               |
| 2008 | Los fantasmas del DAS                              | Elisa                |
| 2006 | Al final del espectro                              | Tulipán              |

## Productora
| Año  | Título               | Nota         |
| ---- | -------------------- | ------------ |
| 2022 | Unidentified Objects | Largometraje |
| 2022 | Kiss to kevin        | Cortometraje |
| 2021 | Miedo                | Cortometraje |
| 2016 | La Vía Láctea        | Cortometraje |

## Teatro
- Ni contigo ni sin ti
- Las malcriadas
- Alicia en el país de las maravillas
- Una libra de carne
- Infraganti
- El burgués gentilhombre
- Las cuñadas
- El oso

## Premios y nominaciones
| Año  | Premio                              | Categoría                                      | Telenovela o serie          | Resultado |
| ---- | ----------------------------------- | ---------------------------------------------- | --------------------------- | --------- |
| 2011 | XX Premios TVyNovelas (Colombia)    | Mejor actriz de reparto de telenovela          | A mano limpia               | Ganadora  |
| 2013 | XXII Premios TVyNovelas (Colombia)  | Mejor actriz de reparto de serie               | A mano limpia 2             | Ganadora  |
| 2013 | Premios Macondo                     | Mejor actriz de reparto                        | Estrella del Sur            | Ganadora  |
| 2014 | XXIII Premios TVyNovelas (Colombia) | Mejor actriz protagónica de serie              | La promesa                  | Nominada  |
| 2014 | XXIII Premios TVyNovelas (Colombia) | Mejor actriz de reparto de serie               | Comando élite               | Ganadora  |
| 2014 | XXX Premios India Catalina          | Mejor actriz de reparto de telenovela o serie  | Comando élite               | Nominada  |
| 2016 | XXXII Premios India Catalina        | Mejor actriz protagónica de telenovela o serie | Laura, la santa colombiana  | Ganadora  |
| 2016 | XXXII Premios India Catalina        | Mejor actriz antagónica de telenovela o serie  | Lady, la vendedora de rosas | Nominada  |
| 2016 | Premios Macondo                     | Mejor actriz principal                         | Moria                       | Nominada  |
| 2016 | Premios Macondo                     | Mejor actriz de reparto                        | La semilla del silencio     | Ganadora  |